# Kiki the nano bot
kiki the nano bot é um jogo de computador, em 3D; e basicamente uma mistura de Sokoban e Kula World.